# HD 179949 b
HD 179949 b ist ein Exoplanet, der den gelben Zwerg HD 179949 alle 3,092514 Tage umkreist. Auf Grund seiner hohen Masse wird angenommen, dass es sich um einen Gasplaneten handelt.

## Entdeckung
Der Planet wurde mit Hilfe der Radialgeschwindigkeitsmethode von C. G. Tinney, R. Paul Butler, Geoffrey Marcy et al. im Jahr 2000 entdeckt.

## Umlauf und Masse
Der Planet umkreist seinen Stern in einer Entfernung von ca. 0,0443 Astronomischen Einheiten bei einer Exzentrizität von 2,2 % und hat eine Masse von ca. 291,2 Erdmassen bzw. 0,916 Jupitermassen.